# Doris Waschk-Balz
Doris Waschk-Balz (* 26. November 1942 in Berlin; † 8. März 2025 in Hamburg) war eine deutsche Bildhauerin und Medailleurin.

## Leben
Nach ihrem Abitur in Heilbronn begann sie 1962 das Studium bei Ulrich Günther (Keramik) und Rudolf Daudert (Bildhauerei) an der staatlichen Akademie der Bildenden Künste Stuttgart. Dieses setzte sie bei Gustav Seitz, einem Schüler ihres Großvaters Wilhelm Gerstel, an der Hochschule für Bildende Künste Hamburg 1964 fort. Seit 1968 war sie freischaffende Künstlerin. Nebenher wirkte sie als Jurymitglied bei  Kunstwettbewerben.
Sie lebte mit ihrem Mann, dem Zeichner und Buchillustrator Klaus Waschk, in Hamburg.

## Künstlerisches Schaffen

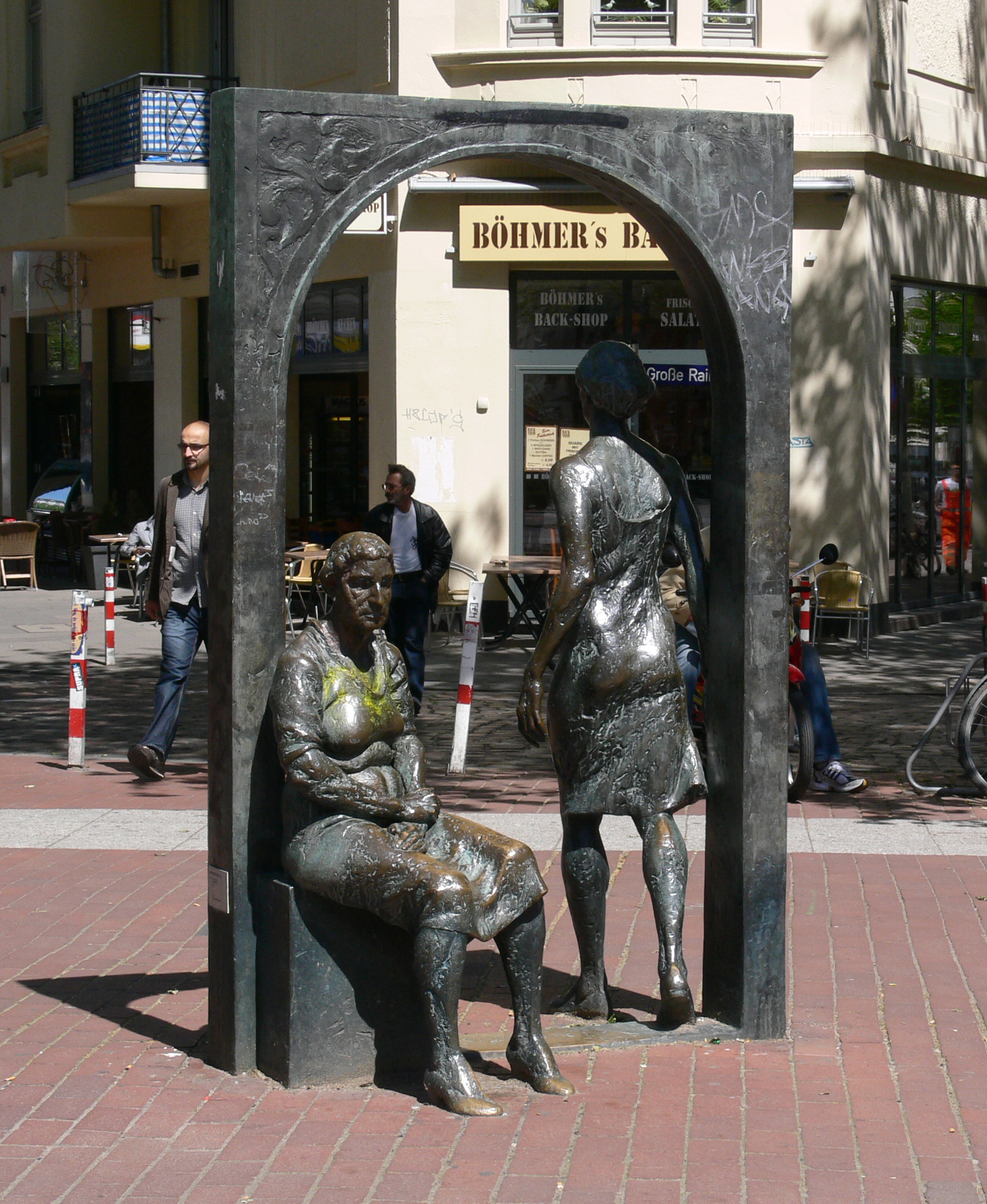
Ottenser Torbogen, Hamburg, 1980

Wichtigstes Element in ihren oft mehrteiligen und unterschiedlich kombinierbaren Arbeiten aus Terrakotta und Bronze ist das Spiel mit der Perspektive, mit Figuren und Landschaft.
Die Arbeiten von Doris Waschk-Balz sind als Skulpturen, Brunnen und Denkmäler an öffentlichen Orten in Hamburg, Schleswig-Holstein und Niedersachsen präsent.  Am Großneumarkt in Hamburg steht ein aus Bronze gefertigter Brunnen mit einer Wendeltreppe, auf deren Stufen die Künstlerin unterschiedlich große Figuren platzierte. Der „Ottenser Torbogen“ am Spritzenplatz in Hamburg-Ottensen, eine Bronzeplastik, in der sich eine sitzende und eine schreitende Frau einen Torbogen teilen, prägt seit 1980 das Stadtteilbild. 1985 konzipierte sie das umfangreiche Projekt der künstlerischen Gestaltung der Wohnsiedlung Essener Straße in Hamburg-Langenhorn mit 12 Einzelskulpturen und einer großen Skulpturengruppe. Außerdem sind u. a. das Amtsgericht Ahrensburg, die Fachhochschule Lüneburg, das Fernmeldeamt Heide und die Landeszentralbank Uelzen mit Kunstwerken von Doris Waschk-Balz geschmückt.
Als Denkmal zeigt das Synagogenmahnmal (1982) an der Oberstraße in Hamburg einen zerrissenen Toraschreinvorhang mit Tora-Rolle und soll daran erinnern, dass die Tempelsynagoge von 1931 (erbaut von den Architekten Felix Ascher und Robert Friedman; heute Rolf-Liebermann-Studio des NDR) geschändet, aber nicht zerstört wurde. 1989 gestaltete sie das Denkmal zur Zerstörung der Synagoge in der Goethestraße in Kiel.
Waschk-Balz wirkte außerdem in der Münzgestaltung mit. Neben der Gestaltung von Sondermünzen sind Entwürfe von ihr in Gedenkmünzen geprägt. Als Gedenkmünzen der Bundesrepublik Deutschland wurde 1970 eine Serie von fünf Münzen zum Gedenken an die Olympischen Sommerspiele 1972 in München begonnen. Das Motiv der vierten Münze wurde von Waschk-Balz konzipiert.
Im April 2006 favorisierte die Jury des Bundesamts für Bauwesen und Raumordnung für das Hamburg-Motiv der Zwei-Euro-Gedenkmünze aus der Serie „Die Bundesländer“ zunächst den Entwurf von Waschk-Balz (Turm der Michaeliskirche mit Silhouette der anderen Hauptkirchen). Da aber die St. Michaeliskirche als Hamburger Wahrzeichen allein dargestellt werden sollte, und Waschk-Balz eine Änderung ablehnte, machte schließlich der Entwurf von Erich Ott das Rennen.

## Werke

### Kunst im öffentlichen Raum

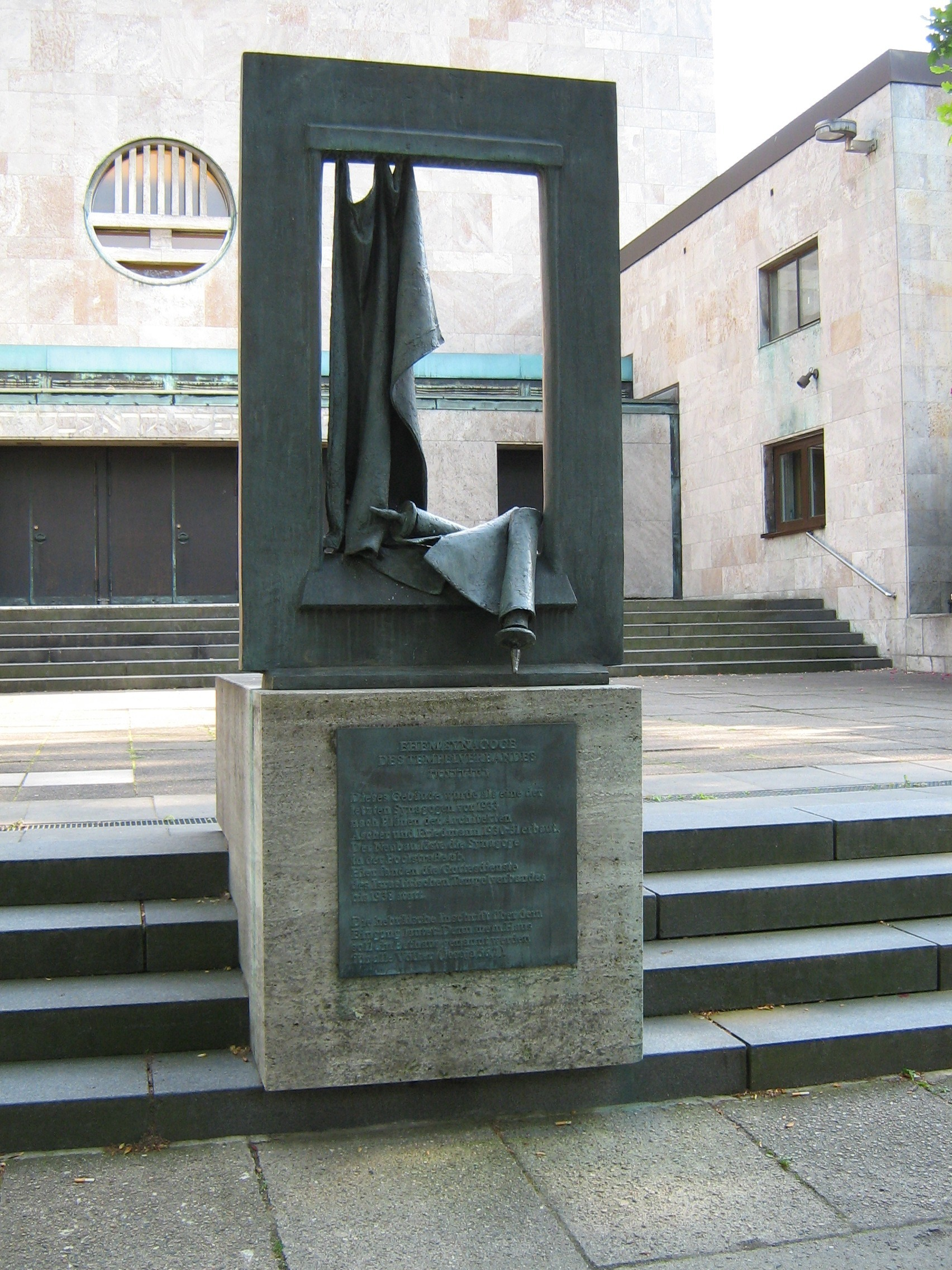
Mahnmal am Tempelgebäude Oberstraße

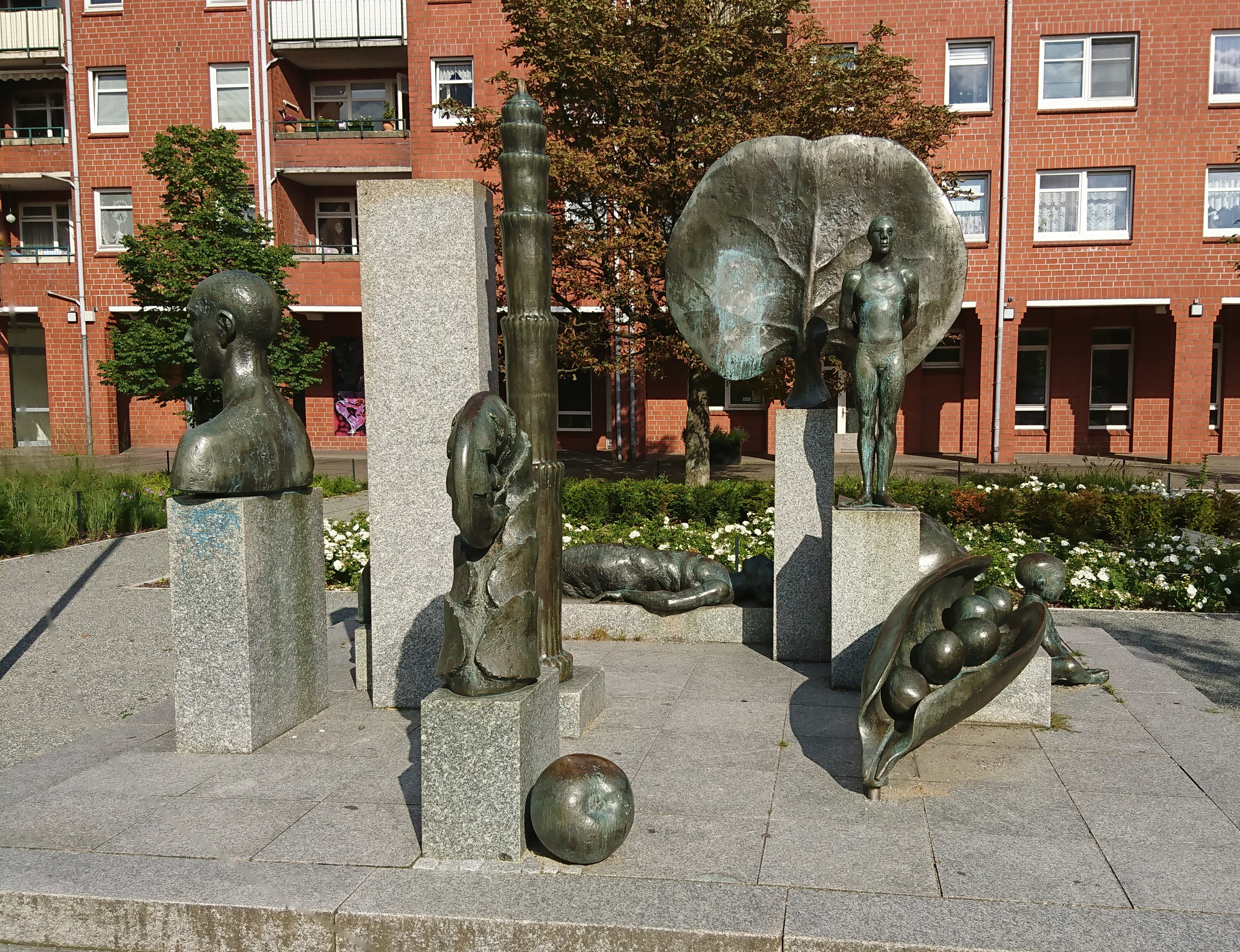
Skulpturengruppe auf dem Käkenhof am Käkenflur in Hamburg-Langenhorn

- 1967, Figurengruppe, Hamburg-Wilhelmsburg
- 1967, Innenhof-Gestaltung, Grundschule Sprötze
- 1970, männlicher Torso (Aufsteigender), Osdorfer Born, Hamburg
- 1974, Gedenktafel  Alexis de Chateauneuf, Alte Post, Hamburg
- 1974, Kommunikationszentrum (Reliefsäule u. a.), Schulzentrum Bergedorf-Lohbrügge
- 1976, Bronzegruppe am Jenfelder Marktplatz, Hamburg
- 1979, Brunnen auf dem Großneumarkt, Hamburg
- 1980, Figuren, Ottenser Torbogen, Ottensen, Hamburg
- 1983, Brunnen am Veddeler Stieg, Hamburg
- 1983, Mahnmal vor der ehemaligen Synagoge an der Oberstraße, Hamburg
- 1984, Figurengruppe, Altenheim (ehem. Werk- und Armenhaus III), Farmsen, Hamburg
- 1985, künstlerische Gestaltung der Wohnsiedlungen Essener Straße, Bochumer Weg, Dortmunder Straße, Duisburger Straße, Walter-Schmedemann-Straße, Käkenflur in Hamburg-Langenhorn[7]
- 1986, Figurengruppe, Fachhochschule Lüneburg
- 1987, Figurengruppe, Amtsgericht Ahrensburg
- 1988, männliche Figur vor Wand, Fernmeldeamt Heide
- 1989, Denkmal zur Zerstörung der Synagoge in der Goethestraße, Kiel
- 1991, drei Bronzeskulpturen, Landeszentralbank Uelzen
- 1996, Stele Fenster, Skulpturenpark, Rendsburg
- 1997, Relief zur Geschichte der Stadt Ratingen
- 2001 (oder später) Skulptur „Erinnerung“ (Pfeiler mit zwei Figuren) im Rosenpavillon des Gartens der Frauen, Friedhof Ohlsdorf[8]
- 2008, Grabstein Peter Rühmkorf und Eva Rühmkorf, Hauptfriedhof Altona (Ausführung: Carl Schütt & Sohn GmbH)[9]
- 2012, Relief im Hauptaltar der St.-Nikolaikirche Stralsund

### Münzgestaltung
- 1968, Fünf-D-Mark-Sondermünze zum 500. Todestag von Johannes Gutenberg
- 1969, Sondermünze zum 375. Todestag von Gerhard Mercator
- 1971, Zehn-D-Mark-Gedenkmünze zu den Olympischen Sommerspielen 1972 in München, 4. Motiv
- 1973, Fünf-D-Mark Sondermünze zum 250. Geburtstag von Immanuel Kant
- 2000, Zehn-D-Mark-Gedenkmünze zu 10 Jahre Deutsche Einheit

### Medaillengestaltung

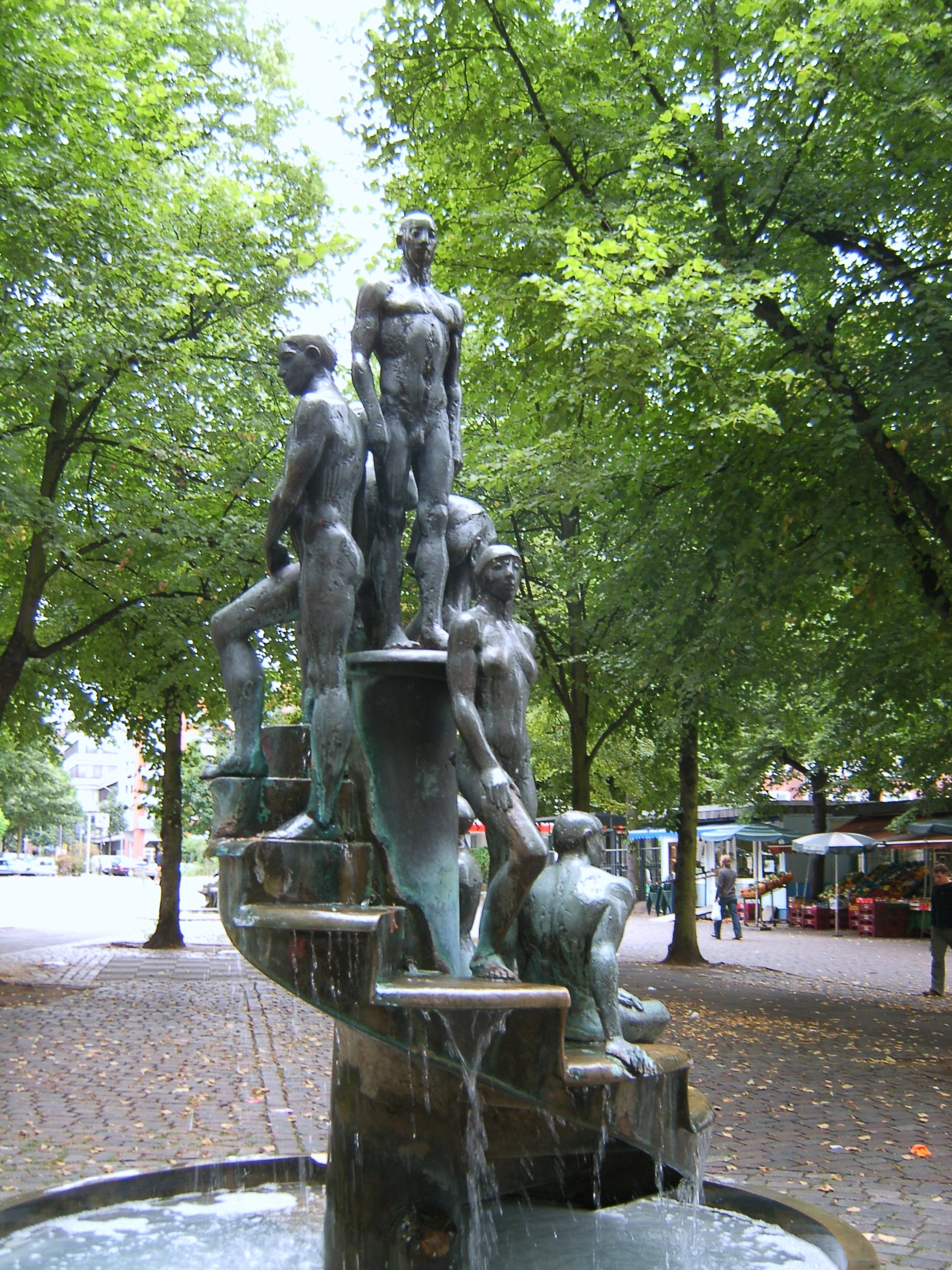
Brunnen auf dem Großneumarkt

- 1969, Justus von Liebig-Medaille der Alfred Toepfer Stiftung F.V.S., Hamburg
- 1976, Verdienstmedaille des Kreises Stormarn
- 1977, Deichstraßen-Medaillen des Vereins Rettet die Deichstraße
- 1977, Verdienstmedaille der Deutschen Gesellschaft zur Rettung Schiffbrüchiger
- 1978, Biermann-Ratjen-Medaille der Kulturbehörde Hamburg
- 1984, Vier Verdienstmedaillen der Stadt Itzehoe
- 1985, René-Schubert-Medaille der Luise-Eylmann-Stiftung, Hamburg
- 1989, Verdienstmedaille des Vereins für Hamburgische Geschichte
- 1999, Ulf-Jantzen-Medaille
- 2007, Herzog Wilhelm I-Medaille des Vereins Düsseldorfer Jonges

### Porträts
- 1968, Salomon Heine, Denkmal, Israelitisches Krankenhaus, Hamburg
- 1969, Prof. Dr. Franz Beckermann, Heidberg-Krankenhaus, Hamburg
- 1974, Alexis de Chateauneuf, Relief, Alte Post-Passage, Hamburg
- 1976, Ernst Drucker, Relief, St.-Pauli-Theater, Hamburg
- 1979, Bürgermeister Prof. Dr. Herbert Weichmann, Rathaus Hamburg
- 1990, Dr. Hans Schmidt-Isserstedt, Relief, Rolf-Liebermann-Studio, Hamburg
- 1991, Peter Rühmkorf
- 2005, Herbert Rehn, Relief, HAW Hamburg
- 2005, Werner-Baensch, Relief, HAW Hamburg
- 2006, Max Warburg
- 2006, Christian Olearius
- 2008, Dr. Hiltgunt Zassenhaus, Relief, Gymnasium Allee, Hamburg